# Pete Abrams
Pete Abrams, född 4 augusti 1970, är en amerikansk serieskapare som både skriver och ritar webbserien Sluggy Freelance.